# ISO 7010
ISO 7010 este un standard tehnic al Organizației Internaționale de Standardizare pentru simbolurile grafice, semne de pericol și de siguranță, inclusiv cele care indică ieșirile de urgență. Acesta  folosește culori și principii stabilite în ISO 3864 pentru aceste simboluri și are scopul de a oferi „informații de siguranță care se bazează cât mai puțin pe utilizarea cuvintelor pentru a oferi informații”.  

## Forma și culoare
ISO 7010 specifică cinci combinații de formă și culoare pentru a face distincția între tipul de informații prezentate.

## Domeniul de aplicare
Standardul ISO 7010 este aplicabil locurilor în care este necesar să se protejeze sănătatea și securitatea oamenilor, cum ar fi locurile de muncă, cu excepția cazului în care sunt aplicabile reglementărilor specifice, cum ar fi în sectorul transporturilor.

## Semne standard de securitate
Standardul internațional ISO 7010 definește pictogramele de siguranță, semnele de siguranță, pericolele, obligațiile, interdicțiile, situațiile de urgență și stingerea incendiilor.Indicatoarele standard de mai jos sunt de securitate la incendiu, obligatorii cu o figura alba pe fond roșu, de evacuare pe fond verde și de avertisment pe fond galben.

Semn indicator pentru stingător
Semn indicator  pentru hidrant de incendiu interior
Semn indicator scară de evacuare la incendiu
Buton de alarmă de incendiu
Indicator telefon de urgență la incendiu.
Smbol prim jutor
Loc de adunare a personalului în situații de urgență
Telefon de urgență
Semn ieșire de urgență
Semn ieșire de urgență pentru persoanele care nu pot merge sau cu deficiențe de mers (stânga)
W001 – Semn general de avertizare
W002 – Materiale explozive
W003 – Material radioactiv sau radiații ionizante
W011 – Suprafață alunecoasă
W012 – Pericol de electricitate
W021 – Material inflamabil
Semn combinat cu un stingător care indică „un stingător de incendiu este situat în dreapta”.
Semn direcție ieșire persoane în caz de urgență.